# Peniculisa bicaudata
Peniculisa bicaudata is een eenoogkreeftjessoort uit de familie van de Pennellidae. De wetenschappelijke naam van de soort is voor het eerst geldig gepubliceerd in 1956 door Sueo M. Shiino.